# Hiroaki Minami
Hiroaki Minami (jap. 南 弘明, Minami Hiroaki; * 21. Juni 1934 in der Präfektur Yamaguchi) ist ein japanischer Komponist. Er war von 1974 bis 2002 Professor an der Staatlichen Hochschule für Musik und Kunst in Tokio und gründete 1992 die Japanische Gesellschaft für Elektronische Musik. Er komponierte auch zeitgenössische Stücke in klassischem Stil.

## Werke
- Elektronische Sinfonien Nr. 1–5
- Orion
- Banka für Sopran und Orchester  (1968)
- Tanabata, 3 Nocturnes für Sopran und Orchester (1968)
- 5 Lieder zu Gedichten von Hölderlin
- Gotama Buddah's Spinnfaden (1988) für elektronische Klänge und Erzählung, 21 min